# Énårig
En énårig plante eller i den raunkjærske inddeling: en therofyt (af græsk thero- = "i jorden" + phytos = "plante", altså ordret: "planten i jorden") er en plante, der gennemfører hele sin livscyklus i løbet af én vækstsæson. Det kan også udtrykkes ved at lægge vægt på, at arten overvintrer ved hjælp af frø i jorden.
Der skelnes mellem sommerannuelle- og vinterannuelle planter. En sommerannuel plante spirer frem tidligt som foråret, vokser vegetativt forår og sommer, blomstrer i sensommeren, kaster frø og dør inden vinteren. En vinterannuel plante spirer om sommeren eller efteråret, vokser resten af sæsonen og overvinterer med skud og blade, hvorefter den blomstrer, kaster frø og dør i det tidlige forår.